# The Tallis Scholars

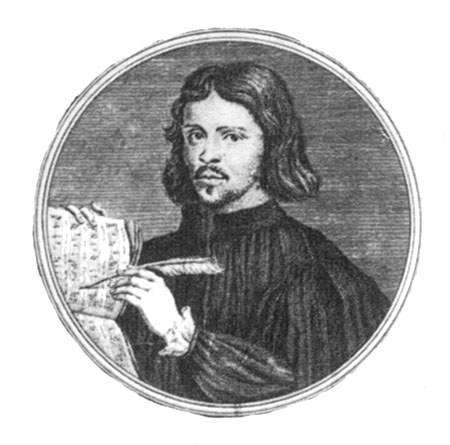
Thomas Tallis, der englische Komponist, nach dem das Ensemble „The Tallis Scholars“ benannt ist

The Tallis Scholars sind ein Ensemble für Alte Musik aus dem Vereinigten Königreich, das sich auf die Interpretation und Aufnahme geistlicher Vokalmusik a cappella spezialisiert hat.

## Geschichte
Das Ensemble wurde 1973 von Peter Phillips gegründet, der von 1972 bis 1975 am St John’s College in Oxford eine Ausbildung zum Organisten machte und bei David Wulstan und Denis Arnold Musik studierte. Phillips gründete mit Mitgliedern von Kirchenchören aus Oxford und Cambridge ein Amateur-Vokalmusikensemble, das sich nach zehnjähriger Konzerttätigkeit entschloss, zukünftig professionell aufzutreten. Von der ersten Aufführung des Ensembles am 3. November 1973 in der St Mary Magdalen’s Church in Oxford an strebte Phillips danach, einen unverwechselbaren Klang zu erzeugen, der von Chören beeinflusst war, die er bewunderte, insbesondere den Clerkes of Oxenford unter der Leitung von David Wulstan. Seit sie 1987 den Gramophone Award erhielten, gelten The Tallis Scholars als eines der weltweit führenden Ensembles für Polyphonie der Renaissance.

## Konzerte
Das Ensemble tourt mit durchschnittlich siebzig Konzerten pro Jahr durch Europa, Nordamerika, Asien und Australien. Im April 1994 sangen sie Gregorio Allegris Miserere mei, Deus in der neu restaurierten Sixtinischen Kapelle im Vatikan und traten im Februar 1994 anlässlich des 400. Todestages von Giovanni Pierluigi da Palestrina in der Basilica di Santa Maria Maggiore in Rom auf.
1998 feierten The Tallis Scholars das fünfundzwanzigjährige Bestehen des Ensembles mit einem Konzert in der National Gallery in London. 1999 tourten sie durch China und gaben zwei Konzerte in Peking. Zum Jahrtausendwechsel traten sie mit Paul McCartney in New York City auf. Anlässlich seines vierzigjährigen Jubiläums 2013 begab sich das Ensemble auf eine Welttournee durch die Vereinigten Staaten, Europa, Australien und Neuseeland. Die Tournee begann mit einem Konzert in der St Paul’s Cathedral in London für zweitausend Zuhörer.
Nach dem 500. Todestag von Josquin Desprez am 27. August 2021 führten The Tallis Scholars alle seine Messen in einem Konzertmarathon in Utrecht und Berlin auf. Am 16. Juli 2023 gaben sie – im Rahmen ihrer Konzertreihe zum 50. Gründungsjubiläum – beim Ravenna Festival in der Kirche Sant’Apollinare in Classe ihr 2500. Konzert.

## Aufnahmen
Seit März 1980 veröffentlichen The Tallis Scholars auf ihrem eigenen Plattenlabel, der von Peter Phillips und Steve Smith gegründeten Firma Gimell Records. Das Musiklabel wurde nach der Kompositionstechnik Gymel benannt.
Schon bald herrschte bei Hörern und Kritikern Einigkeit darüber, dass „die Aufnahmen der Tallis Scholars von verlässlicher Qualität sind“. Zwischen 1981 und 2006 hat das Ensemble vierzig von der Kritik gefeierte Schallplatten veröffentlicht. Die Aufnahmen umfassen ein Repertoire aus über 150 Jahren Musikgeschichte (ungefähr die Jahre 1450–1600), mit einigen Ausflügen in das spätere Repertoire. Im Jahr 2010 veröffentlichte Gimell Records mit Lamentations of Jeremiah von Tomás Luis de Victoria ihre fünfzigste Aufnahme. Andere bemerkenswerte Veröffentlichungen auf Schallplatte sind Josquin Desprez’ Missa Pange lingua und Missa La sol fa re mi, die vom Gramophone Magazine die Auszeichnung „Record of the Year“ erhielten. 2011 wurde die Aufnahme Miserere mei, Deus von Gregorio Allegri, aufgenommen im Merton College in Oxford 1980, vom BBC Music Magazine als eine der „fünfzig größten Aufnahmen aller Zeiten“ bezeichnet. Im Jahr 2013 wurde die Aufnahme von John Taverners Missa Gloria tibi Trinitas die Nummer eins in den UK Specialist Classical Charts.

## Mitglieder
Laut Peter Phillips hat das Ensemble während der Konzertsaison 1982/1983 seine Stammbesetzung gebildet, die für die nächsten fünfundzwanzig Jahre mehr oder weniger konstant blieb.
Im Jahr 2018 gehörten – neben Peter Phillips (Dirigent) – die folgenden Sängerinnen und Sänger zum Ensemble: Amy Haworth (Sopran), Emma Walshe (Sopran), Caroline Trevor (Alt), Robert Macdonald (Bass), Steven Harrold (Tenor) und Tim Scott Whiteley (Bass).
Im Jahr 2023 bestehen The Tallis Scholars – neben Peter Phillips (Dirigent) – aus: Amy Haworth (Sopran), Victoria Meteyard (Sopran), Elisabeth Paul (Alt), Caroline Trevor (Alt), Tom Castle (Tenor), Josh Cooter (Tenor), Steven Harrold (Tenor), Simon Wall (Tenor), Ben Davies (Bass) und Robert Macdonald (Bass).
Einige Sänger verließen The Tallis Scholars, um erfolgreiche Solokarrieren zu machen. Dazu gehören Michael Chance, Mark Padmore, James Gilchrist, John Mark Ainsley und Jeremy White, der als Solobassist am Royal Opera House in London tätig war.

## Leistungen
Das Ensemble The Tallis Scholars trug zur größeren Bekanntheit und Würdigung der Chorwerke von Thomas Tallis, Giovanni Pierluigi da Palestrina, William Byrd, Christopher Tye und Tomás Luis de Victoria sowie anderer weltlicher und geistlicher Komponisten der europäischen Renaissance bei, indem es über 1800 Konzerte auf der ganzen Welt gab und über fünfzig CDs veröffentlichte. The Tallis Scholars haben den Weg für viele jüngere Ensembles und Chöre wie The Sixteen, The Clerks, The Cardinall’s Musick, The Binchois Consort, Trinity Baroque, Gabrieli Consort und Octarium geebnet.
Die Tallis Scholars haben auch russisch-orthodoxes Repertoire gesungen und veröffentlicht, darunter Musik von Sergei Wassiljewitsch Rachmaninow und Igor Strawinsky, sowie zeitgenössische Musik, darunter Werke von Norbert Moret, Ivan Moody, Arvo Pärt, John Tavener und Eric Whitacre.
Im Jahr 2000 gründete die Gruppe die Tallis Scholars Summer Schools, ein Weiterbildungsprogramm, das Amateursängern und vielversprechenden jungen Professionals die Möglichkeit gibt, von Phillips und anderen Mitgliedern des Ensembles in ihrem Fachrepertoire betreut zu werden. Das Programm umfasst inzwischen drei Kurse, die in Oakham im Vereinigten Königreich, in Seattle in den Vereinigten Staaten und in Sydney in Australien stattfinden.
Verschiedene Mitglieder des Ensembles haben zusätzlich zu ihren Aktivitäten als professionelle Musiker auch wissenschaftliche Interessen. So hat Peter Phillips das Buch English Sacred Music 1549–1649 veröffentlicht.
Im Jahr 2013 hat die New York Times The Tallis Scholars als „hervorragendes A-cappella-Ensemble, gegründet und geleitet von Peter Phillips“ gewürdigt.

## Auszeichnungen
- 1987 Josquin Desprez: Missa Pange lingua wird „Record of the Year“ des Gramophone Magazine
- 1989 Josquin Desprez: L’homme armé Masses erhält den Preis „Diapason d’or de l’année“ vom französischen Magazin Diapason
- 1991 Giovanni Pierluigi da Palestrina: Missa Assumpta est Maria, Missa Sicut lilum erhält den „Early Music Award“ des Gramophone Magazine
- 1994 Cipriano De Rore: Missa Praeter rerum seriem erhält den „Early Music Award“ des Gramophone Magazine
- 1994 Gramophone/Classic FM: „People’s Choice Award“
- 1995 Live in Rome: Allegri and Palestrina gewinnt den „Cannes Classical Award“
- 1995 „Zlatá Harmonie Award“
- 2002 Cristóbal de Morales: Missa Si bona suscipimus wird für den Grammy nominiert
- 2004 „Early Music Award“ des Gramophone Magazine
- 2005 John Browne: Music from the Eton Choirbook erhält den „Early Music Award“ des Gramophone Magazine
- 2009 Josquin Desprez: Missa Malheur me bat, Missa Fortuna desperata erhält den Preis „Diapason d’or de l’année“ vom französischen Magazin Diapason
- 2009 Josquin Desprez: Missa Malheur me bat, Missa Fortuna desperata wird für den Grammy nominiert
- 2010 Tomás Luis de Victoria: Lamentations of Jeremiah wird für den Grammy nominiert
- 2012 Josquin Desprez: Missa De beata virgine and Missa Ave maris stella erhält den Preis „Diapason d’or de l’année“ vom französischen Magazin Diapason
- 2013 The Tallis Scholars werden in die Hall of Fame des Gramophone Magazine gewählt
- 2013 John Taverner: Missa Gloria tibi Trinitas, Magnificats gewinnt den 51. „Japan Record Academy Early Music Award“
- 2015 Arvo Pärt: Tintinnabuli wird „Recording of the Year“ bei MusicWeb International

## Diskographie
- 1978 English Sacred Music Of The 16th Century
- 1979 Thomas Tallis: Works of Thomas Tallis (1505–1585)
- 1980 Gregorio Allegri: Miserere, Giovanni Pierluigi da Palestrina: Missa Papae Marcelli, William Mundy: Vox patris caelestis
- 1981 Giovanni Pierluigi da Palestrina: Missa Benedicta es
- 1982 Russian Orthodox Music
- 1982 English Madrigals
- 1983 Giovanni Pierluigi da Palestrina: Missa Nigra Sum
- 1984 John Taverner: Missa Gloria tibi Trinitas
- 1984 John Taverner: Ikon of Light, Funeral Ikos, The Lamb
- 1985 Thomas Tallis: Spem in alium
- 1985 William Byrd: The Three Masses
- 1986 Christmas Carols and Motets
- 1986 Giovanni Pierluigi da Palestrina: Masses: Missa Brevis
- 1986 Thomas Tallis: The Complete English Anthems
- 1987 Carlo Gesualdo: Tenebrae Responsories for Holy Saturday
- 1987 Jacobus Clemens non Papa: Missa Pastores quidnam vidistis
- 1987 Josquin Desprez: Missa Pange lingua
- 1987 Tomás Luis de Victoria: Requiem, Alonso Lobo: Versa est in luctum
- 1987 William Byrd: The Great Service
- 1988 Sarum Chant: Missa in gallicantu
- 1988 William Cornysh: Stabat Mater
- 1989 John Sheppard: Media vita
- 1989 Josquin Desprez: L’homme armé Masses
- 1989 Orlandus Lassus: Missa Osculetur Me
- 1990 Music Featured on the South Bank Show
- 1990 Frei Manuel Cardoso: Requiem
- 1990 Giovanni Pierluigi da Palestrina: Missa Assumpta est Maria, Missa Sicut lilum
- 1990 Tomás Luis de Victoria: Tenebrae Responsories
- 1991 Heinrich Isaac: Missa De Apostolis
- 1991 Thomas Tomkins: The Great Service
- 1992 Antoine Brumel: Missa Et ecce terrae motus
- 1992 Duarte Lobo: Requiem
- 1992 Thomas Tallis: Lamentations of Jeremiah
- 1993 William Byrd (Doppel-CD zum Gedenken an den 450. Geburtstag des Komponisten)
- 1993 John Taverner, Christopher Tye und John Sheppard: Western Wind Masses
- 1994 The Palestrina 400 Collection (4 CDs zur Erinnerung an den 400. Todestag des Komponisten)
- 1994 Cipriano De Rore: Missa Praeter rerum seriem
- 1994 Live in Rome: Allegri and Palestrina (auch auf DVD verfügbar)
- 1995 John Taverner (CD zum Gedenken an den 450. Todestag des Komponisten)
- 1995 Robert White: Tudor Church Music
- 1996 Jacob Obrecht: Missa Maria zart
- 1997 Johannes Ockeghem: Au travail suis, De plus en plus
- 1997 Alonso Lobo: Sacred Music By Alonso Lobo
- 1998 Lamenta
- 1998 25th Anniversary (Doppel-CD)
- 1998 Live in Oxford
- 1998 Thomas Tallis: The Tallis Christmas Mass
- 1999 The Best of the Renaissance (Doppel-CD)
- 2000 Cristóbal de Morales: Missa Si bona suscipimus
- 2001 Gregorio Allegri: Miserere (Wiederveröffentlichung der Aufnahme aus dem Jahr 1980)
- 2001 John Tavener: Ikon of Light, Funeral Ikos, The Lamb (Wiederveröffentlichung der Aufnahme aus dem Jahr 1984)
- 2002 Nicolas Gombert: Magnificats 1–4
- 2002 Nicolas Gombert: Magnificats 5–8
- 2002 Thomas Tallis: The Complete English Anthems (Wiederveröffentlichung der Aufnahme aus dem Jahr 1986)
- 2002 Thomas Tallis: Lamentations of Jeremiah (Wiederveröffentlichung der Aufnahme aus dem Jahr 1992)
- 2003 Christmas with the Tallis Scholars (Doppel-CD; Wiederveröffentlichung)
- 2003 The Essential Tallis Scholars (Doppel-CD; Wiederveröffentlichung)
- 2004 The Tallis Scholars sing Palestrina (Doppel-CD; Wiederveröffentlichung)
- 2004 The Tallis Scholars sing Thomas Tallis (Doppel-CD; Wiederveröffentlichung)
- 2005 Gregorio Allegri: Miserere (Jubiläumsausgabe der 1980 erschienenen Ausgabe)
- 2005 John Browne: Music from the Eton Choirbook
- 2005 Tallis Scholars sing Palestrina (Doppel-CD; Wiederveröffentlichung)
- 2005 Tomás Luis de Victoria, Duarte Lobo, Frei Manuel Cardoso: Requiem (Doppel-CD; Wiederveröffentlichung)
- 2006 Francisco Guerrero: Missa Surge Propera
- 2006 Giovanni Pierluigi da Palestrina: Missa Benedicta es (Jubiläumsausgabe der 1981 erschienenen Ausgabe)
- 2006 Playing Elizabeth’s Tune: Byrd’s Mass for Four Voices
- 2006 Renaissance Giants (Doppel-CD; Wiederveröffentlichung)
- 2006 The Tallis Scholars sing Josquin (Doppel-CD; Wiederveröffentlichung)
- 2007 Gregorio Allegri: Miserere, Giovanni Pierluigi da Palestrina: Missa Papae Marcelli
- 2007 English Madrigals (Wiederveröffentlichung der Aufnahme aus dem Jahr 1982)
- 2007 The Tallis Scholars sing William Byrd (Doppel-CD; Wiederveröffentlichung)
- 2008 Josquin Desprez: Missa Sine nomine, Missa Ad fugam
- 2008 The Tallis Scholars sing Tudor Church Music, Vol. 1 (Doppel-CD; Wiederveröffentlichung)
- 2008 The Tallis Scholars sing Tudor Church Music, Vol. 2 (Doppel-CD; Wiederveröffentlichung)
- 2009 Flemish Masters (Doppel-CD; Wiederveröffentlichung)
- 2009 Josquin Desprez: Missa Malheur me bat, Missa Fortuna desperata
- 2010 Sacred Music in the Renaissance, Vol. 1 (Vierfach-CD; Wiederveröffentlichung anlässlich des 30-jährigen Jubiläums von Gimell)
- 2010 Sacred Music in the Renaissance, Vol. 2 (Vierfach-CD; Wiederveröffentlichung anlässlich des 30-jährigen Jubiläums von Gimell)
- 2010 Sacred Music in the Renaissance, Vol. 3 (Vierfach-CD; Wiederveröffentlichung anlässlich des 30-jährigen Jubiläums von Gimell)
- 2010 Tomás Luis de Victoria: Lamentations of Jeremiah
- 2011 Josquin Desprez: Missa De beata virgine and Missa Ave maris stella
- 2011 The Victoria Collection (Dreifach-CD; Wiederveröffentlichung zum Gedenken an den 400. Todestag des Komponisten)
- 2012 Jean Mouton: Missa Dictes moy toutes voz pensées
- 2013 Gregorio Allegri: Miserere, Giovanni Pierluigi da Palestrina: Missa Papae Marcelli (Blu-ray-DVD der Aufnahme aus dem Jahr 2007)
- 2013 Eric Whitacre: Sainte-Chapelle (Aufnahme zum Download, nicht auf CD erhältlich)
- 2013 John Taverner: Missa Gloria tibi Trinitas, Magnificats
- 2013 Renaissance Radio (Doppel-CD; Wiederveröffentlichung ausgewählter Titel)
- 2014 John Tavener: Ikon of Light, Funeral Ikos, The Lamb (Wiederveröffentlichung der Aufnahme aus dem Jahr 1984 anlässlich des Todes des Komponisten)
- 2015 Arvo Pärt: Tintinnabuli
- 2013 Perfect Polyphony (Doppel-CD; Wiederveröffentlichung ausgewählter Titel)
- 2015 John Taverner: Missa Corona spinea, Dum transisset Sabbatum I und II
- 2016 Josquin Desprez: Missa Di dadi, Missa Une mousse de Biscaye
- 2018 Josquin Desprez: Missa Gaudeamus/ Missa L'ami Baudichon
- 2019 Josquin Desprez: Missa Mater Patris/ Bauldeweyn: Missa Da pacem/ Brumel: Mater Patris
- 2021 Josquin Desprez: Missa Hercules Dux Ferrarie – Missa D'ung aultre amer – Missa Faysant regretz